# Corallocarpus
Corallocarpus — рід сукулентних рослин родини гарбузових (Cucurbitaceae). Види Corallocarpus поширені в Африці, крім Північної, а також у Південно-Західній і Південній Азії.